# Steroid 15beta-monooksigenaza
Steroid 15beta-monooksigenaza (EC 1.14.15.8, citohrom P-450meg, citohrom P450meg, steroidna 15beta-hidroksilaza, CYP106A2, BmCYP106A2) je enzim sa sistematskim imenom progesteron,redukovani-feredoksin:kiseonik oksidoreduktaza (15beta-hidroksilacija). Ovaj enzim katalizuje sledeću hemijsku reakciju
progesteron + redukovani feredoksin + O2 {\displaystyle \rightleftharpoons } 15beta-hidroksiprogesteron + oksidovani feredoksin + 2O
Enzim iz Bacillus megaterium vrši hidroksilaciju raznih 3-okso-Delta4-steroida u poziciji 15beta.

## Literatura
- Nicholas C. Price; Lewis Stevens (1999). Fundamentals of Enzymology: The Cell and Molecular Biology of Catalytic Proteins (Third изд.). USA: Oxford University Press. ISBN 019850229X.
- Eric J. Toone (2006). Advances in Enzymology and Related Areas of Molecular Biology, Protein Evolution (Volume 75 изд.). Wiley-Interscience. ISBN 0471205036.
- Branden C; Tooze J. Introduction to Protein Structure. New York, NY: Garland Publishing. ISBN 0-8153-2305-0.
- Irwin H. Segel. Enzyme Kinetics: Behavior and Analysis of Rapid Equilibrium and Steady-State Enzyme Systems (Book 44 изд.). Wiley Classics Library. ISBN 0471303097.
- William P. Jencks (1987). Catalysis in Chemistry and Enzymology. Dover Publications. ISBN 0486654605.

## Spoljašnje veze
- Steroid+15beta-monooxygenase на 